# Hořčice setá
Hořčice setá (Sinapis alba), též známá jako bělohořčice setá (Leucosinapis alba) nebo bílá hořčice, je jednoletá rostlina se zlatožlutými květy, patřící do čeledi brukvovitých. Kvete v červnu a v červenci. Blízce příbuzná je jí hořčice černá (Brassica nigra). Obě jsou významnými medonosnými rostlinami a pěstují se téměř po celém světě. Výjimečně ji můžeme nalézt růst divoce na mezích, podél cest, či na úhorech.
Nejznámější je její zpracování v potravinářském průmyslu na oblíbenou pikantní pochutinu – hořčici. Dále se využívá také v lékařství, na výrobu mýdla, či mastného oleje, jako účinné zelené hnojivo, nebo velmi výživné krmivo.
Z mladých listů hořčice černé i seté lze připravit jídlo – jarní salát.

## Popis
Vyznačuje se vláknitým kořenem, ze kterého vyrůstá rozvětvená lodyha, při zemi namodralá a ochmýřená, vysoká až 1 metr. Listy vyrůstající z lodyhy jsou dvojího druhu. Ve spodní části stonku má rostlina listy dlouze řapíkaté, lyrovitě peřenodělené se zubatými okraji, v horní části pak listy čárkovité a po okraji hladké. Jednotlivé květy jsou uspořádány do hroznovitých květenství a dělí se na kalich a korunu. Kalich je tvořen čtyřmi čárkovitými lístky, které vodorovně odstávají. Koruna sestává ze čtyř zlatožlutých plátků umístěných do kříže. Uvnitř květu nalezneme šest tyčinek, čtyři jsou delší a dvě kratší. Plodem je šešule se zakončením v podobě zobáku porostlá tuhými chloupky. Uvnitř je rozdělena žebrovanými chlopněmi na několik přihrádek se žlutými semeny.
Hořčice černá se liší zejména v listech, jejichž čepel je pilovitá a tři koncové úkrojky jsou srostlé, a její semena jsou tmavohnědá, pokrytá vrásčitou slupkou.

## Výskyt
Původním domovem hořčice seté i černé je jižní Evropa, oblast Středomoří a západní Asie. Už během starověku se však rozšířila do Německa, Francie, Ruska a do dalších zemí, kde se dnes s oblibou pěstuje, nebo roste divoce.

## Pěstování a sběr
Hořčice není nijak náročná rostlina, stačí jí i půda na živiny poměrně chudá. Daří se jí spíše v teplém a suchém podnebí, nemá moc ráda vlhko. Půda jí vyhovuje lehká hlinitopísčitá s obsahem vápna. Není nutné ji hnojit, ale výnosy zvyšují zejména dusíkaté přípravky jako chilský ledek, síran amonný, nebo také fosforečná hnojiva. Přírodní hnojení chlévskou mrvou provádíme nejlépe na podzim, není vhodné provádět ho až před setím.
Semena se vysévají do dobře zpracované půdy koncem března. Jednotlivé řádky by měly být vzdáleny asi 30 cm. Záhon se pleje a okopává. Asi 10 cm vysoké rostlinky se pak rozesadí tak, aby měly mezi sebou vždy 10cm mezery. Sklízí se poté, co se tobolky zbarví do hněda a semena zežloutnou. Poněkud pozdější sklizeň nijak nevadí, tobolky se těžko otvírají a nehrozí, že z nich semena vypadnou. Požnuté rostliny se vážou do snopců a opatrně vymlátí, aby se semena nerozdrtila. Ta se poté dosušují a skladují v suchu. Výnosy jsou poměrně vysoké, z jednoho hektaru až 1 000 – 1 200 kg semen.
Sklizeň hořčice černé je poněkud náročnější, tobolky se otevírají snadno a je proto důležité přesně odhadnout okamžik, kdy rostliny posekat. Nedozrálá semena mají mnohem menší hodnotu.

## Využití

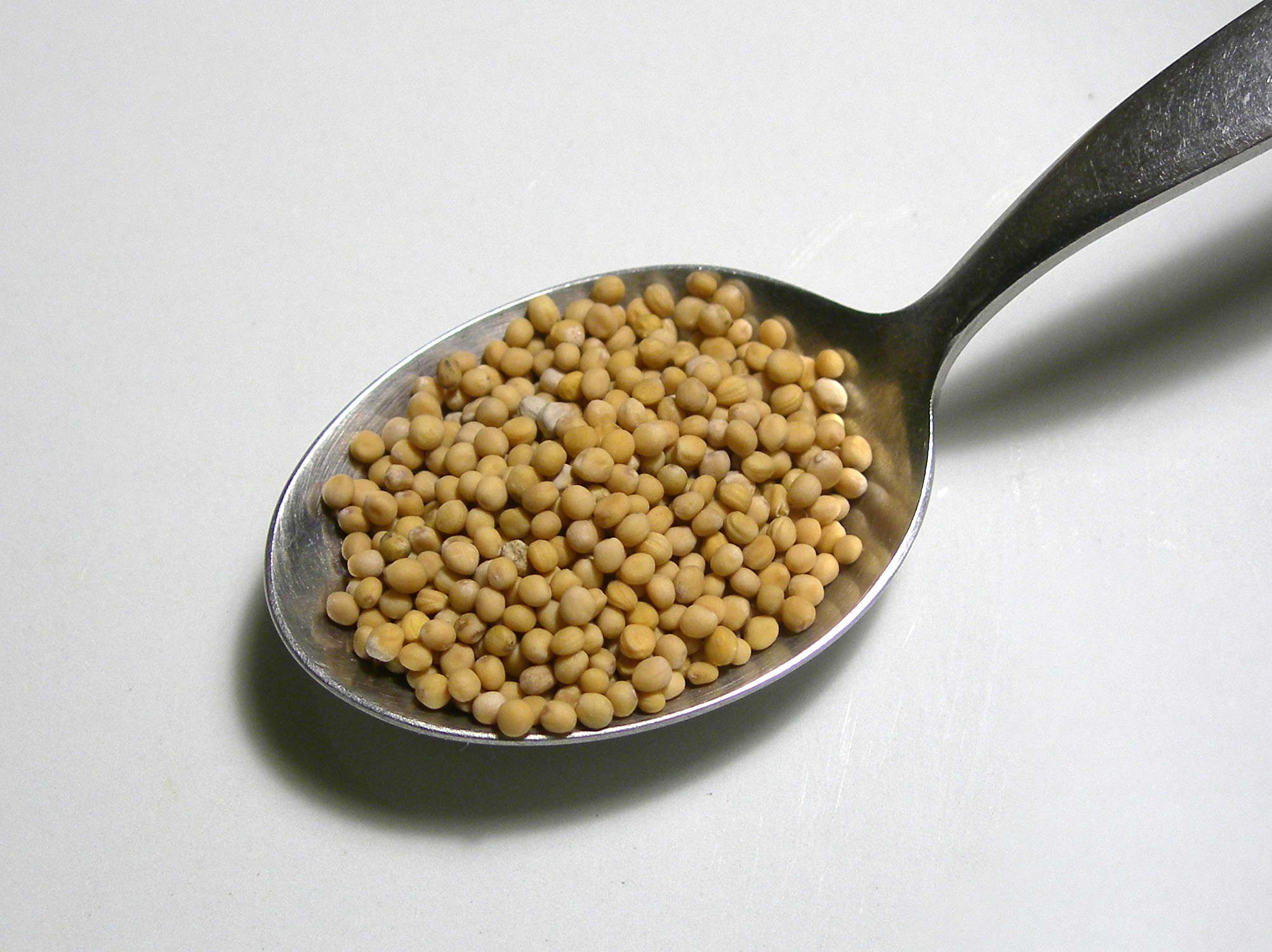
Semena hořčice seté

Z celé rostliny se využívají zejména hořčičná semínka. Z nich lze vylisovat mastný olej, který tvoří jejich více než jednu třetinu. Je dále zpracováván průmyslově na mýdla.
V potravinářství se z hořčičných semen připravuje pokrmová hořčice. Lze využít jak hořčice bílé, tak i černé, avšak bílá si déle zachovává ostrost, z černé poměrně rychle vyprchají její silice.
V lidovém lékařství se využívá o něco častěji hořčice černé pro její výraznější účinky. Drogou jsou semena a lidé s její pomocí léčili již od pradávna. Používá se zejména zevně ve formě obkladů. Zvyšuje prokrvení hlouběji ležících orgánů (plic, pohrudnice, ledvin), proto se jí užívá při zánětech pohrudnice či akutních zánětech dýchacích cest. Dále také při revmatických onemocněních, bolestech nohou, nebo žlutých kožních skvrnách. Vnitřně je užívána při trávicích obtížích v podobě rozetřených semen.

### Účinné látky
Kromě mastného oleje obsahují semena glykosid sinalbin a fermenty, které reagují s vodou a uvolňuje se hořčičná silice v podobě tekutého, štiplavého a těkavého oleje (oleum Sinapsis aetherum). Působí dráždivě a místně prokrvuje.
Hořčice černá obsahuje glykosid sinigrin, jehož štěpením rovněž vzniká hořčičná silice, její účinky jsou však o dost silnější.

### Způsoby užití
Hořčičné silice způsobují při delším kontaktu s pokožkou překrvení kožních vlásečnic a vznik puchýřů. Snesitelná délka je do lehkého zčervenání pokožky, většinou 10–15 minut.
- Hořčičné těsto – slouží k odvádění bolesti zejména při vleklém svalovém revmatismu, přikládá se krátce v podobě obkladu na plátně.[3]
- Hořčičný papír – je hořčičné těsto smíchané s lepidlem na papíře, dostupné v prodejní síti lékáren, přikládá se lehce namočený.
- Hořčičný lék – je hořčičný olej smíchaný se zředěným lihem, bolestivé místo se malým množstvím potírá, či na krátký okamžik přikládá ve formě obkladu (5–10 min).[3]
- Hořčičný glycerin – podobně jako hořčičný lék, příprava na bázi glycerinu.
- Hořčičná koupel – spojení hořčičné mouky a vody.
- Hořčičná mast – odstraňuje žluté kožní skvrny.[3]

## Včelařství
Hořčice setá je dobrou nektarodárnou i pylodárnou rostlinou. Nektarium květu vyprodukuje za 24 hodin 0,2-0,8 mg nektaru s cukernatostí 24-60 %. Cukerná hodnota, tedy množství cukru vyprodukovaného v květu za 24 hodin, je 0,04-0,5 mg. Pylové rousky jsou žluté až naoranžovělé.
Druhový med hořčice je zlatožlutý a rychle krystalizuje. Podobá se medu řepkovému, ale má příjemnější aroma.